# Subculture: The Meaning of Style
Subculture: The Meaning of Style es el primer libro del investigador británico Dick Hebdige, considerado uno de los textos fundamentales surgidos del Centro de Estudios de Cultura Contemporánea (CCCS por sus siglas en inglés) de la Universidad de Birmingham, Inglaterra, y una de las referencias obligadas dentro del campo de los Estudios Culturales en general, y del estudio de las subculturas juveniles en particular.
Para explicar la importancia del estilo de las subculturas juveniles surgidas en Gran Bretaña tras la Segunda Guerra Mundial, Hebdige construye un retrato de la sociedad británica de la posguerra. A manera de soporte teórico, el texto incluye menciones a The Uses of Literacy de Richard Hoggart, así como al trabajo de Raymond Williams y Stuart Hall, obras y autores considerados como pilares de los Estudios Culturales. La idea central que guía todo este largo ensayo es que los objetos y las experiencias pueden ser leídas como un texto para encontrar su significado, principio que toma de la lingüística.
Editado en inglés por primera vez en 1979, sus primeras traducciones fueron al croata (1980), griego (1981), italiano (1983) y turco (1988). La versión en español apareció en 2004 bajo el sello Paidós con el título Subcultura. El significado del estilo, mientras que la versión en francés fue editada hasta 2008.

## Estructura y postulados
El libro está dividido en dos partes, precedidas por una introducción, y seguidas de la conclusión y las notas.
La primera consta de tres capítulos en los que Hebdige describe e inicia el análisis de las subculturas juveniles surgidas en Gran Bretaña luego de la Segunda Guerra Mundial: los mods, los hípsters, los teddy-boys o teds, los seguidores del glam y glitter rock, los skinheads y los punks. En esta parte también aborda la forma en que la cultura de las comunidades de inmigrantes negros que llegaron al Reino Unido de las antiguas colonias británicas del Caribe, principalmente de Jamaica, influyó en los jóvenes blancos de clase obrera de las grandes ciudades como Londres.
En la segunda parte, el autor hace un análisis más detallado del estilo de las subculturas juveniles que esbozó antes, recurriendo a conceptos como la homología de Lévi-Strauss, explicando el origen y la función de dicho estilo. Antes de ofrecer sus conclusiones, Hebdige responde a la pregunta de si los objetos creados por las subculturas como forma de resistencia ante el mainstream pueden considerarse arte.
Como base de su análisis, el autor utiliza el marco conceptual desarrollado por el CCCS de la Universidad de Birmingham, agregando además un enfoque lingüístico que toma del libro Mythologies (1972) del francés Roland Barthes, quien a su vez se basa en la semiótica tradicional de Ferdinand de Saussure. Asimismo incorpora el marxismo estructural de Althusser.
Hebdige reconoce desde la primera oportunidad que existe la posibilidad de que su ensayo no esclarezca todas las dudas sobre las subculturas juveniles británicas que aborda pues, como todo trabajo realizado a partir de un modelo lingüístico, la polisemia se convierte en un factor de riesgo. Sin embargo, más que llegar a una conclusión absoluta, lo que le parece más importante es mostrar el desarrollo de los procesos de significación-construcción que suceden dentro de dichas subculturas, así como visibilizar el papel de sus miembros, es decir, jóvenes negros y jóvenes de clase obrera que pocas veces eran considerados objetos de estudio.

## Postulados o conceptos clave
Los principales postulados o conceptos clave que Hebdige utiliza para construir sus argumentos son, en primer lugar, la diferencia entre cultura y subcultura, y posteriormente tres términos que toma prestados de distintas disciplinas de las ciencias sociales: especificidad, homología, y bricolaje.

### Cultura y subcultura
Hebdige define a las subculturas como grupos que forman parte de una cultura mucho más grande y hegemónica o “cultura madre” (parent culture). En este sentido, una subcultura es la forma simbólica con la que sus miembros enfrentan problemáticas específicas dentro de un contexto específico. Como parte del binomio cultura-subcultura, la primera, dice el autor, se debe entender como sinónimo de grupo o colectividad. Sin embargo, en su sentido más amplio, Hebdige se refiere a la cultura como la forma particular en que se expresan los miembros de un grupo social: su manera de hablar, de caminar, de vestirse, etc.

### Especificidad
El contexto histórico en el que surge y se desarrolla una subcultura es sumamente específico. Cada subcultura es así la respuesta específica a una serie de situaciones, problemas y contradicciones específicas. Para ejemplificar lo anterior, Hebdige usa el caso de la segunda generación de teddy boys.
Luego de una primera generación de teddy boys en la década de 1950, dos décadas más tarde, un grupo de jóvenes con características similares surge en Inglaterra, pero en respuesta a un contexto diferente. El lenguaje e ideales de los primeros teddy boys se consideraban como ajenos a la generación de sus padres: a través de estos, los jóvenes expresaban su ansiedad hacia la llegada de inmigrantes negros y la forma en que esta nueva comunidad afectaba el mercado laboral. Sin embargo, con estas mismas características, el revival de los teddy Boys en la década de 1970 los legitimó ante la sociedad, ya que sus valores de antaño los acercaron a la generación de sus padres, sobre todo porque las otras subculturas del momento como los punks o los fanáticos del metal mostraban una imagen contraria a esos valores conservadores.
En general, el argumento de Hebdige es que todas las subculturas británicas surgidas en la segunda mitad del siglo XX son el resultado de un contexto histórico y social preciso. Además de las particularidades económicas que vivía la clase obrera, la cultura negra jugó un rol específico, ya sea de manera indirecta como con los teds y su gusto por la música rock, de origen afroestadounidense, o de manera más directa como la influencia que tuvieron en la subcultura punk.

### Homología
Hebdige utiliza el término de homología, que toma prestado de Lévi-Strauss, para explicar que, aunque desde el exterior una subcultura posea características aparentemente contradictorias, al interior existe una cohesión y control sólidos.

La definición básica de la homología de Levi-Strauss indica que ésta es la superposición simbólica de sistemas de valores y formas de vida distintas dentro de un grupo. Para el caso de las subculturas, Hebdige sugiere que, más que contradicciones, el fenómeno que sucede es que 
“each part [or contradiction] is organically related to other parts and it is through the fit between them that the subcultural member makes sense of the world” (cada parte [o contradicción] está orgánicamente relacionada con otras partes y es mediante este en ensamble entre todas que el miembro de una subcultura le encuentra sentido al mundo).

### Bricolaje
El bricolaje se refiere al uso de influencias y objetos diversos y aparentemente contradictorios que caracteriza a las subculturas. A través de estos elementos, dice Hebdige, las subculturas juveniles muestran su oposición a los valores e instituciones dominantes de su “cultura madre”. El ejemplo que le parece más ilustrativo a este respecto es el de los punks.
Su rechazo por la cultura hegemónica se expresa a través de la transformación, reapropiación y uso de objetos y símbolos fuera de contexto que, muchas veces, causan problemas de interpretación desde afuera del grupo, como el uso del suástica o esvástica.
El uso de este símbolo ligado de forma más reciente al régimen nazi fue usado por los punks al lado de otros símbolos como el Union Jack, tanto bordado en chamarras o incluso como tatuaje o pintado en diversas partes del cuerpo. A manera de explicación breve, Hebdige retoma la declaración de un punk, aparecida en el número de diciembre de 1977 de la revista Time Out: “Punks just like to be hated” (a los punks nos gusta ser odiados)".
De manera más extendida, el autor habla de que el suástica es el representante de los valores de una Alemania en decadencia, sin futuro, como la Gran Bretaña que perciben los punks, además de que este símbolo estaba ligado al enemigo de su país durante la Segunda Guerra Mundial, de la misma forma que los punks eran los enemigos de su nación y de su sistema de valores.

Cualquiera que sea la explicación de su uso, el escándalo que provocaba no debe ser visto como un apoyo al fascismo, aclara Hebdige, ya que los punks se opusieron en diversos momentos y de diferentes maneras a expresiones y movimientos racistas, xenófobos y antisemitas, además de que entre sus propios miembros había algunos de origen judío.

Suástica nazi
Bandera británica, también conocida como Union Jack

## Las subculturas juveniles británicas de la posguerra
Al término de la Segunda Guerra Mundial, la sociedad británica muestra cambios en diversos aspectos como la constitución de las familias, la organización del trabajo y de la escuela, el tiempo dedicado a actividades laborales y de entretenimiento, y una presencia cada vez más importante de los medios masivos en la vida de las personas.
La nueva realidad de estas dimensiones del entorno cotidiano transformó la manera en la que la experiencia de clase era vivida, generando una polarización de las comunidades de clase obrera y produciendo una serie de discursos marginales dentro de la amplia variedad de experiencias. Desde principios de la década de 1960, dichas comunidades estaban conformadas por inmigrantes negros originarios de las antiguas o aún existentes colonias británicas.

Más allá de la combinación de la cultura obrera anglosajona con las diversas culturas del Caribe que llegaron a la isla británica, la nueva sociedad comienza a tener una consciencia generacional. Aunque padres e hijos comparten las mismas experiencias, sus interpretaciones y reacciones son diferentes en muchos casos. Ante este panorama, explica Hebdige citando a Cohen, las subculturas son soluciones entre 
“two contradictory needs: the need to create and express autonomy and difference from parents . . . and the need to maintain the parental identifications” (dos necesidades contradictorias: la necesidad de crear y expresar autonomía y diferencia con los padres… y la necesidad de mantener una identificación con los padres)."

### Los hípsters y los beats
Las dos primeras subculturas de las que habla Hebdige, en sentido cronológico, son los hípsters y los beats, ambas surgidas en la década de 1950 en Estados Unidos, aunque, afirma, solo la segunda de ellas logra hacer la transición al panorama británico de la posguerra. Mientras que los hípsters se construyen en el país americano gracias al contacto directo entre jóvenes blancos de clases populares con la cultura afroestadounidense, los beat tenían simplemente una “relación imaginaria con el negro ‘buen salvaje’” (p, 48) que se limitaba al disfrute del jazz. Por lo tanto, al no existir aún en Inglaterra una comunidad negra importante, no existen tampoco las condiciones para el surgimiento de la subcultura hipster, pero sí de la beat. 

           La subcultura beat inglesa, al igual que su vertiente estadounidense, se caracterizó por su estilo bohemio, y su interés por la poesía, el arte abstracto y el existencialismo francés.

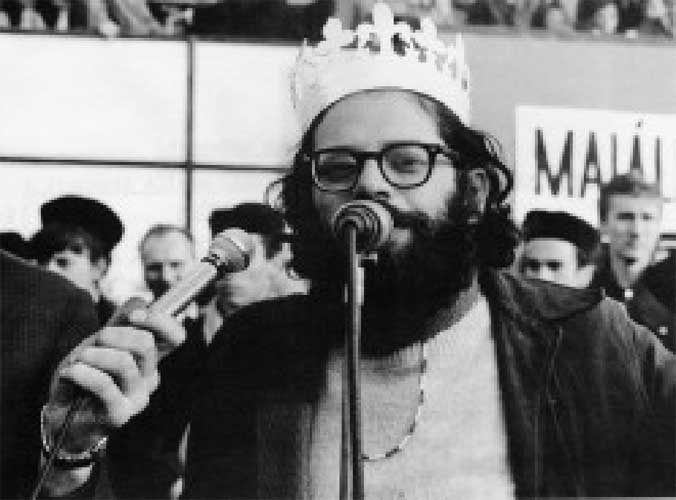
Allen Ginsberg, poeta estadounidense parte de la Generación Beat.
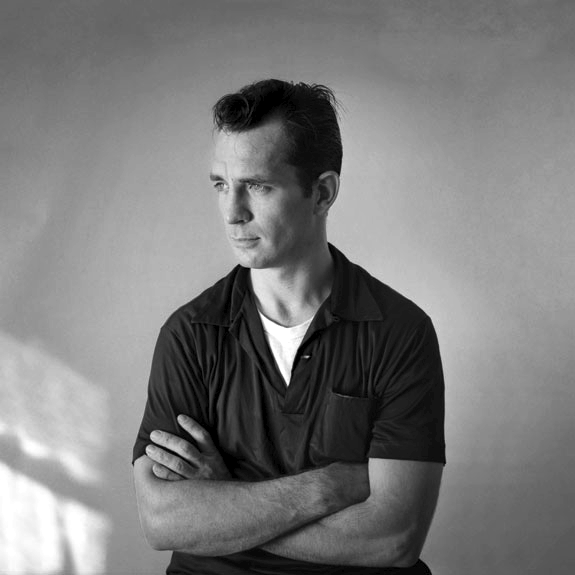
Jack Kerouac, escritor estadounidense de la Beat Generation.
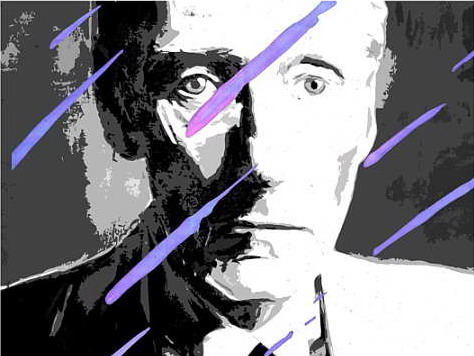
William Burroughs, escritor estadounidense parte de la Generación Beat.

### Teddy boys o teds
La influencia estadounidense en las subculturas inglesas se nota de manera más importante en el rock, el cual fue el género característico de los teddy boys o teds. Dicha subcultura disfrutaba de un rock que se percibía como extranjero o ajeno y futurístico, sobre todo cuando era reproducido en las rocolas de los nuevos cafés británicos, cuya única similitud con las cafeterías estadounidenses de la época eran dichos aparatos y la música que tocaban, pues su ambiente netamente inglés se imponía a través de la carta de tés, infusiones y las bebidas de leche caliente.
           Una influencia más cercana geográficamente de los teds fue el estilo de la ropa aristócrata del periodo del Rey Eduardo VII (1901-1910), vínculo que le da nombre a la subcultura (Ted es el diminutivo de Edward).
           A pesar de su relación con la cultura negra a través del rock, y de su presencia elegante y “real”, los teds eran identificados como un grupo xenófobo y proletario. Su estilo y sus ideas contrastaban con las de los beats, presentes en la escena británica en la misma década de 1950.

### Mods y skinheads
La subcultura mod, surgida a principios de la década de 1960, es la primera en Inglaterra cuyos miembros tuvieron un contacto directo con las comunidades de inmigrantes negros del Caribe llegados a la isla británica. De origen proletario y con una preocupación por su aspecto físico como los teds, los mods se distinguen de estos por su relación con la cultura negra a la que imitan en varios aspectos.
Entre la música que escuchan está el  rock y el ska que les llega de Jamaica, ritmos que, junto a algunas drogas, les ayudan a sobrellevar la rutina antes de alcanzar el fin de semana, su momento preferido de la semana. 
En 1966, el movimiento mod empieza ceder a las presiones de los medios, de las fuerzas del mercado y a sus propias contradicciones, generando un cisma que produce otras subculturas como los skinheads o la línea de “mods duros” (hard mods), identificados por su disfrute del ska, el rocksteady y el reggae, por encima del rock, y por sus “heavy boots, jeans with braces, short hair . . . jumpy . . . on the paranoic edge" (pesadas botas, sus mezclillas con cadenas, su corte de cabello a rape al borde de la paranoia).
En un principio, la música que consumen los skinheads, así como otros elementos que los identifican como el argot u aspectos de su vestimenta, les llegan a través de la cultura de los inmigrantes caribeños con los que conviven en el trabajo o en la escuela. La influencia negra en los skinheads es mucho más notoria en el arquetipo del “rude boy”. 

Cuando el reggae voltea de manera más clara a sus raíces negras, sobre todo a sus raíces rastafarias, los skinheads comienzan a distanciarse de él. Sin embargo, antes de ruptura, los skinheads hacen suyas los ideales rastafarios que buscan evitar una “contaminación” ideológica, radicalizando así la subcultura y dirigiendo sus objetivos a la construcción de un espacio más “blanco” y “clásico”.

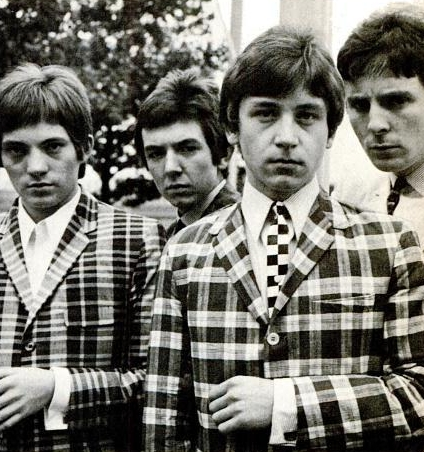
The Small Faces, grupo musical escuchado por los mods.

### Segunda generación de teds
En la década de 1970 surge una nueva generación de teddy boys. Si durante los años 50 los medios británicos y la institución familiar reaccionaron negativamente contra ellos, la idea de un “regreso” les otorgó cierta legitimidad, como si se trataran de una “institución británica”. Mientras la primera generación mostraba actitudes e ideas que fueron consideradas como alejadas de las de sus padres, en esta segunda ocasión, ese temor sobre la migración negra y su impacto en el campo laboral, entre otros elementos, creó puentes de entendimiento entre los teds y sus mayores. 
Su actitud e imagen conservadora era percibida como galante, sobre todo si se comparaba con las otras subculturas de la época como los seguidores del rock metal, los amantes del soul del norte del país (Nord Soul) y, principalmente, de los punks. 

### Punks
La subcultura punk nace en 1976, año de sequías y clima social complejo en las ciudades inglesas. En este contexto, la prensa musical comienza a hablar de un nuevo fenómeno en Londres, ubicado sobre todo en el suroeste y de forma más particular en las cercanías de la calle King’s Road. Dicho fenómeno era un nuevo estilo generado a partir de la combinación de un rango muy amplio y heterogéneo de estilos juveniles que incluían la imagen y otros rasgos del músico David Bowie, el glitter rock, el reggae, el protopunk estadounidense, el rock de los pubs (bares) londinense inspirado por los mods de los 60 y grupos de soul del norte de Inglaterra.
A esta “mezcla inestable” de géneros musicales, como la llama Hebdige, se agregaba un estilo en la vestimenta igual de ecléctico que, sin embargo, daba unidad a la nueva subcultura. Así, uno de los elementos que unían simbólicamente el estilo punk era el alfiler de gancho o imperdible que hombres y mujeres usaban en su ropa o perforando algunas partes de sus cuerpo. Este uso “antinatural” de un objeto común y corriente construye una metáfora de la violencia física y simbólica inherente a los punks.

#### Rock, reggae y punk
Dentro de todos los elementos que construyen esta subcultura de “contradicciones endémicas”, la más importante es la oposición entre los lenguajes del rock y el reggae, sus dos influencias sonoras más evidentes. Mientras el rock es “el frenesí de las anfetaminas”, el reggae es el espíritu y la tranquilidad que otorga la marihuana; mientras el rock se construye sobre la base de la guitarra eléctrica, el reggae confía sobre todo en el bajo; mientras el rock en sus orígenes es sinónimo de la experiencia de la minoría negra en Estados Unidos, el reggae es sinónimo de la mayoría negra en Jamaica.
Fondo musical de la cultura rasta, el reggae cuenta con una retórica basada en la cultura oral jamaiquina y su apropiación de la Biblia usada en la tradición pentecostal. De esta forma, el reggae en Inglaterra es la historia cantada de la inmigración centenaria de los jamaiquinos, desde su salida de África como esclavos, su llegada a la isla caribeña y la opresión colonial, y el viaje trasatlántico hacia Europa tras la Segunda Guerra Mundial y sus planes de regresar al continente africano, la tierra donde deseaban construir una utopía antieuropea.
Paradoxically it was here, in the exclusiveness of Black West Indian style, in the virtual impossibility of authentic white identification, that reggae’s attraction for the punks was strongest. (Paradójicamente fue aquí, en la exclusividad del estilo negro caribeño, en la virtual imposibilidad de la auténtica identificación blanca, que la atracción del reggae por parte de los punks fue más fuerte).
Otro elemento importante que atrajo a los punks al reggae fue su retórica antisistema y sus aires anarquistas. La paradoja entre reggae y punk tiene como elemento esencial una visión diametralmente opuesta sobre el futuro. Mientras los rastas construyen un oorvenir a partir del pasado (el regreso a África), los punks no ven esperanza ni el pasado ni en el futuro, como lo hacen evidente una de las canciones más famosas y polémicas del punk, Good Save The Queen, del grupo Sex Pistols. 
God save the queen / The fascist regime / They made you a moron / A potential H bomb / God save the queen / She's not a human being / and There's no future / And England's dreaming / Don't be told what you want / Don't be told what you need / There's no future / No future / No future for you –Glen Matlock, John Lydon (Johnny Rotten), Paul Cook y Steve Jones (1977).
Dios salve a la reina y a su régimen fascista. Te convierten en tonto; una bomba H en potencia. Dios salve a la reina: no es un ser humano y no hay futuro. E Inglaterra está soñando. Que no te digan lo que quieres, que no te digan lo que necesitas: no hay futuro. No hay futuro para ti.
A pesar de todo esto, escribe Hebdige, la relación entre reggae y punk está presente y se opone a la “música blanca” característica de la época a través del poder de la base rítmica de London Calling de The Clash o de la alegre sencillez de Instant Hits de The Slits o de las letras de contenido social y político de Anarchy in the UK de los Sex Pistols y White Riot de The Clash.

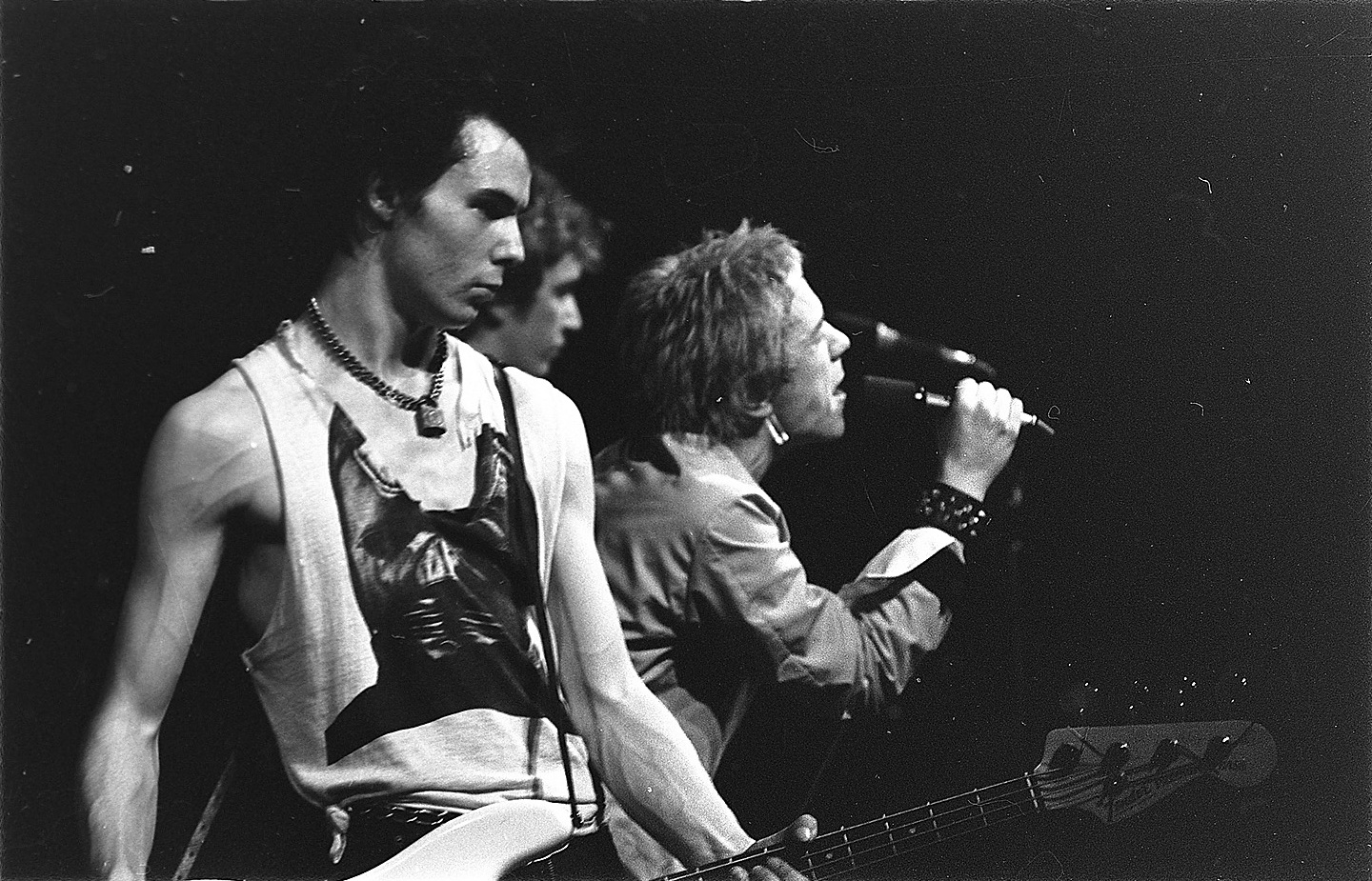
Sex Pistols

## Las subculturas y el estilo
El análisis que hace Hebdige de las subculturas británicas de la posguerra se basa principalmente en un enfoque lingüístico que debe mucho a las ideas expresadas por el francés Roland Barthes dentro de su libro Mythologies de 1972. Con el modelo de Barthes, que a su vez está basado en la lingüística tradicional de Ferdinand de Saussure, Hebdige reconoce la posibilidad de fracasar en su intento describir ciertos elementos de una subcultura debido a la presencia de la polisemia, es decir, a que un elemento tenga diversas interpretaciones posibles. Sin embargo, lo más importante, dice el autor, no es alcanzar una conclusión determinante sino mostrar el desarrollo del proceso de significación-construcción que sucede dentro de las subculturas, así como el visibilizar el papel de sujetos enunciadores de los miembros de las subculturas que analiza, es decir, jóvenes negros y de clase obrera que difícilmente eran considerados sujetos de estudio en ese momento.

A este respecto, Hebdige hace una lectura o interpretación muy específica del alfiler de gancho usado por los punks. En primer lugar, afirma que este objeto es el responsable de ordenar simbólicamente el caos de referencias de esta subcultura
There was a chaos of quiffs and leather jackets, brothel creepers and winkle pickers, plimsolls and paka macs, moddy crops and skinhead strides, drainpipes and vivid socks, bum freezers and bovver boots – all kept ‘in place’ and ‘out of time’ by the spectacular adhesives: the safety pins and plastic clothes pegs, the bondage straps and bits of string which attracted so much horrified and fascinated attention (Había un caos de copetes y chaquetas de cuero, calzado de diferentes tipos, cortes de cabello de mod y pantalones zancones de skinhead,  calcetas largas y calcetines chillantes, gabardinas de vagabundo y botas militares – todo puesto “en su lugar” y transformado en atemporal por la espectacularidad aglutinante de los alfileres de gancho y los ganchos para colgar ropa, de las correas de cuero y de los pedazos de cuerda que causaban a un mismo tiempo terror y curiosidad morbosa.
Este estilo, creado a partir de elementos de origen tan diverso son la forma en que las subculturas expresan su oposición a los valores e instituciones dominantes. La subcultura punk muestra esta posición contraria a la hegemonía a través de un estilo plagado de objetos de su “cultura madre”, pero utilizados fuera de contexto, transformados o reapropiados, los cuales comparten nuevos valores cuya interpretación puede resultar complicada desde el exterior.  